# Rakai
Rakai è una città di circa 8 500 abitanti dell'Uganda, situata nella Regione centrale; è il capoluogo dell'omonimo distretto.